# Mario Barera
Mario Barera (Palazzolo Vercellese, 21 febbraio 1921 – Vercelli, 17 settembre 1998) è stato un calciatore italiano, di ruolo attaccante.

## Carriera
Dopo aver disputato il Campionato Alta Italia 1944 con la maglia del Casale ed il campionato di Serie B-C Alta Italia 1945-1946 con quella della Pro Vercelli, debutta in Serie B nel 1946-1947 con la Cremonese, disputando quattro campionati cadetti per un totale di 128 presenze e 55 reti.
Nel 1950 passa alla Biellese giocando per una stagione in Serie C.